# Colleen O'Shaughnessey
Colleen Ann Villard (apellido de soltera O'Shaughnessey; Grand Rapid, Míchigan, 15 de septiembre de 1971) es una actriz de voz estadounidense. 
Conocida por hacer la voz en inglés de Sora Takenouchi en las dos primeras temporadas de Digimon, la voz de Jazz Fenton en Danny Phantom, y la voz de Jody Irwin en La Vida y Obra de Juniper Lee. Curiosamente en esta última serie también hace voz Lara Jill Miller (La voz de la personaje principal de la serie), quien hizo la voz de Kari Kamiya en Digimon, por lo que ambas fueron compañeras de voz en este animé.
Otras voces que ha hecho (doblaje en inglés) son la de "Dizzie Lizzie" en Tokyo Pig, Suzy Mizuno en Zatch Bell!, y las voces de Ino Yamanaka y Konohamaharu en Naruto.
Ella actualmente vive con su marido Jason Villard y sus dos hijos.

## Filmografía

### Animé
- Bleach: Michiru Ogawa, Shibata
- Digimon Adventure / Digimon Adventure 02: Sora Takenouchi
- Digimon Savers: Yoshino Fujieda
- Duel Masters: Mimi Tasogare
- Naruto: Ino Yamanaka, Konohamaru
- Tokyo Pig: Dizzie Lizzie
- Zatch Bell!: Suzie Mizuno, Robnos, voces adicionales
- The Mars Daybreak: Enora Taft

### Series animadas
- Danny Phantom: Jasmine "Jazz" Fenton
- The Kids from Room 402: Don, Ellen, Mary, Polly
- La Vida y Obra de Juniper Lee: Jodi Irwin, voces adicionales
- ¿Qué pasa con Andy?: Lori Mackney (2001-2002)
- Los Vengadores: Los héroes más poderosos de la Tierra: Janet Van Dyne "la Avispa" (2010)
- Sonic Boom: Miles "Tails" Prower

### Películas
- Cars: Voces adicionales
- Digimon: La venganza de Diaboromon: Sora Takenouchi
- Digimon: La película: Sora Takenouchi, voces adicionales
- El viaje de Chihiro: Voces adicionales
- Justice League Dark: Orchid
- Sonic, la película: Interpreta nuevamente a su personaje, Miles "Tails" Prower
- Sonic 2, la película: Miles "Tails" Prower
- Murder and Cocktails: Sarah
- Sonic 3, la película: Miles "Tails" Prower

### Videojuegos
- EverQuest II: Voces variadas
- Xenosaga II: KOS-MOS
- Tales of Symphonia: Genis Sage
- Onimusha Blade Warriors: Lan Hikari
- La Pucelle: Tactics: Alouette
- Sonic Colors: Charmy Bee
- Sonic Generations: Charmy Bee
- Sonic Boom: Rise of Lyric: Miles "Tails" Prower
- Sonic Boom: Shattered Crystal: Miles "Tails" Prower
- Sonic Forces: Miles "Tails" Prower